# La Roca de las Hadas
La Roca de las Hadas (en francés: La Roche-aux-fées) es un dolmen que tiene la forma de un pasadizo cubierto. Se encuentra en la comuna  de Essé, en el departamento de Ille y Vilaine, en la región de Bretaña, Francia. Según la leyenda habría sido construido por hadas. 
El dolmen está formado por más de cuarenta piedras que forman un corredor cuatro veces más largo que ancho, orientado de noroeste al sureste.

## Historia
El monumento está situado en la ciudad de Essé, en Ille-et-Vilaine, a unos treinta kilómetros al sureste de Rennes y tres kilómetros al sureste de la ciudad de Esse. Se encuentra cerca de la aldea de La Roche y de la granja Rouvray, no lejos de la frontera con el municipio de Theil-de-Bretagne. El dolmen se encuentra a lo largo de la carretera departamental 341 entre Essé y Retiers. Está a una altitud de aproximadamente 70 metros en el valle del Seiche.
Si bien la mayoría de los dólmenes del mismo tipo se encuentran en Anjou, la ubicación aislada de La Roche-aux-Fées es una excepción.
No hay otros megalitos en el pueblo, sin embargo los hay en los alrededores:
- Piedra de Rumfort, al sur del bosque de Theil-de-Bretagne;
- Piedra del Menhir de las Hadas en Janzé.[2]
- Menhir de Richebourg en Retiers.[3]
- Menhires de Champ de la Pierre y Champ Horel de Sel-de-Bretagne.[4]
- Table-aux-Fées en Saulnières.

## Descripciones

### Descripción en tiempos modernos

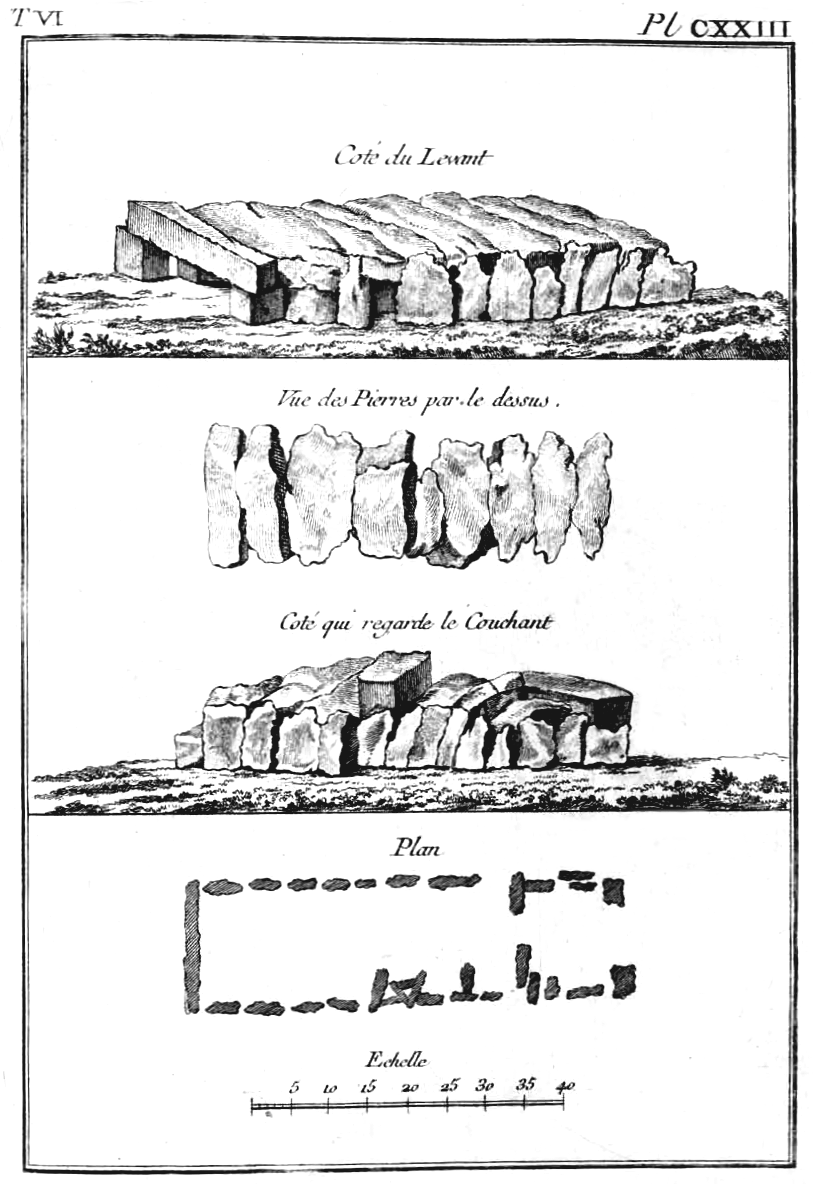
Représentations de 1756.

Uno de los primeros testimonios es el del Abbé Roussel en 1752: "Hay uno de tamaño prodigioso en la parroquia de Essé, a 5 o 6 leguas de Rennes". En 1756, Anne Claude de Caylus dio una descripción del mismo así como varias representaciones:

En los confines de las Parroquias de Teil & Essé, en el Obispado de Rennes, antiguamente habitado por los Rhedones, se encuentra en el en medio de un antiguo bosque, una obra singular conocida por los lugareños como Fairy Rock […]
Anne Claude de Caylus.

El topónimo aparece en el mapa de Cassini.
El monumento fue objeto de excavaciones clandestinas por parte de campesinos a fines del siglo XVIII, pero no se reportó ningún hallazgo. El regimiento de dragones de Orleans habría celebrado así un incendio en el dolmen en 1789, dañando así la parte inferior de las losas de las cubiertas.
Jean-Baptiste Ogée describió La Roca de las Hadas en 1778 de la siguiente manera:

Media legua al sur de esta ciudad está La Roca de las Hadas: la estructura de este monumento lo hace digno de la curiosidad de los estudiosos. Se compone de cuarenta y dos piedras de tamaño considerable y forma dos departamentos: el mayor tiene sesenta y cinco pies y seis pulgadas de largo por once pies y seis pulgadas de ancho al aire libre, estrechándose hacia el segundo departamento, que forma un gabinete de siete pies por cuatro: las entradas, tanto por el este como por el oeste, son contiguas al gabinete que comunica con la gran sala. Este armario no se cierra a la salida; pero el aposento grande, situado al sur, está cerrado, a excepción de las entradas de que acabamos de hablar. La construcción de este monumento es de quince piedras en el Este y dieciséis en el Oeste, todas colocadas de pie; la que forma el recinto del aposento grande está echada, tiene seis pies de espesor, ensanchándose hasta el armario, donde termina en cuatro pies y seis pulgadas.

Además de estas treinta y dos piedras, hay otras diez apoyadas en la primera; de estos diez, que son todos de un tamaño extraordinario, siete forman cada uno una cubierta de cinco pies a nueve de ancho: su grano es de roca áspera y su posición es ingenua. La gente del barrio quiere que sea un antiguo templo de las Hadas, por quienes sus antepasados tenían gran veneración; una opinión ridícula, pero poco sorprendente, si se presta atención al hecho de que son los campesinos más rudos los que piensan así. Además, quizás no haya ningún país en el Reino donde los habitantes del campo sean tan ignorantes, más crédulos y más supersticiosos que en Bretaña. La gente sensata cree que este monumento es la tumba de un general romano. Cabe señalar que piedras de la misma naturaleza que las que lo componen se encuentran a sólo una legua de este lugar.
Jean-Baptiste Ogée.

### Descripción en elsigloXIX

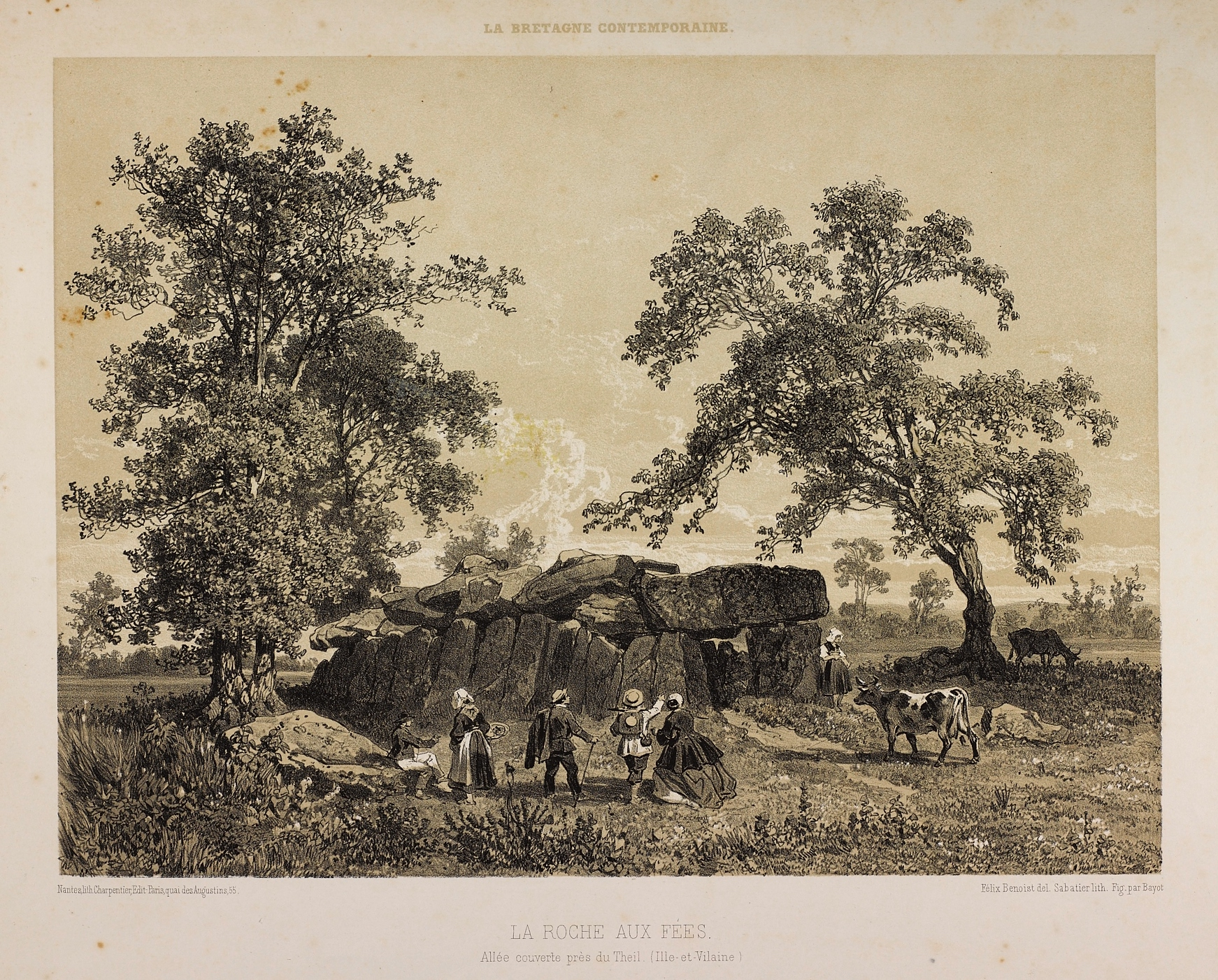
Dibujo de pasarela cubierta cerca de Le Theil

Desde la primera mitad del SXIX, el sitio ha sido objeto de varias visitas de sociedades arqueológicas locales, principalmente la Sociedad Arqueológica de Ille-et-Vilaine, que ha publicado varios informes y relatos. Sin embargo, no se ha llevado a cabo ninguna excavación arqueológica en profundidad, ni se ha informado de cerámica en el sitio.
Es uno de los primeros mil monumentos históricos clasificados en la lista de monumentos históricos protegidos en 1840 y uno de los cuatro ubicados en Ille-et-Vilaine.
El sitio se volvió turístico y alrededor de 1855, los extranjeros (ingleses según un relato) dañaron la piedra superior del trilito de entrada.

## Características

Desde arriba, con las 41 piedras más grandes.

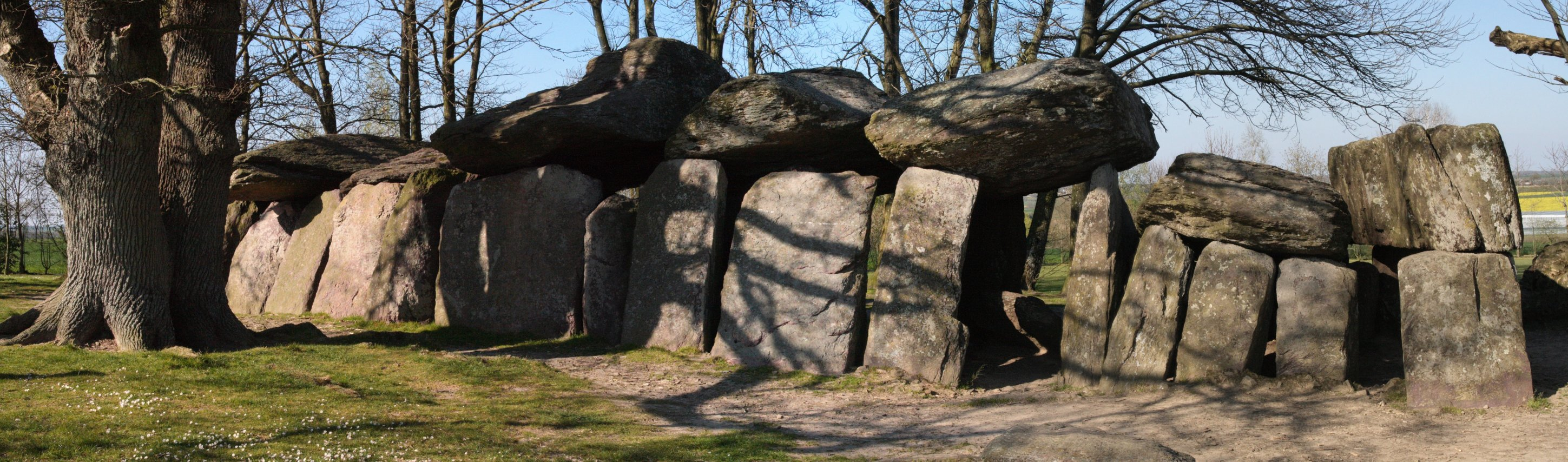
La roca de las hadas en 2007.

Es un dolmen de corredor de tipo angevino. El dolmen comprende una cámara principal precedida por una antecámara; la cámara principal está dividida en cuatro partes por tres piedras transversales colocadas en la pared de la cámara en el lado sur. La forma de la estructura es cercana a un paralelepípedo que mide 19,5 m de largo por unos 4,70 m de ancho y como máximo 4,10 m de alto. La antecámara de 3,5 metros de largo es algo más baja que la cámara principal con la que se comunica a través de una puerta formada por dos losas transversales.
La mayoría de los autores mencionan de cuarenta, a cuarenta y dos piedras, la más pesada de las cuales alcanza las cuarenta toneladas. El diagrama adjunto ilustra la disposición de cuarenta y una piedras: nueve piedras horizontales (tablas), una de las cuales es mucho más pequeña que las otras, y treinta y dos piedras verticales (ortostatos), una de las cuales está inclinada y uno más grande para la cabecera. Una piedra yace aparte, rodeada por las raíces de un árbol. La mesa del pórtico de entrada es un dintel de 5,5 metros de longitud que descansa sobre dos pilares de un metro de altura. Aparentemente fue inestable hasta 1855. Esta movilidad ha sido objeto de varias visitas e informes de la Sociedad Arqueológica de Ille-et-Vilaine.
Su construcción data del Neolítico reciente (entre 3000 y 2500 a. C.), o incluso anterior (entre 3500 y 3000 a. C.).

## Leyendas
Varias leyendas y creencias tratan sobre La Roca de las Hadas, en particular la de las hadas que se instalan en Essé y comparten el trabajo para construir su hogar. Cuando se completó el edificio, las hadas constructoras solo advirtieron tardíamente a las hadas que transportaban grandes bloques que se habían vuelto inútiles. También estos últimos dejaron caer las rocas de sus delantales, pululando así menhires como el de Runfort o los del páramo de Trois-Marie.
Otras creencias se refieren al número de piedras del monumento, que variaría constantemente. Una creencia en particular es que los recién casados deben contar el número de piedras en la luna nueva dando la vuelta al dolmen cada uno de su lado, las mujeres en el sentido de las agujas del reloj y los hombres en el sentido contrario a las agujas del reloj; si obtienen el mismo número, su unión será duradera.
Una creencia recogida en el XIX presenta la La Roca de las Hadas como una cueva construida por las hadas para proteger las almas de las buenas personas, pero estas hadas han huido ya que a la muerte de los árboles hay más de dos siglos. Desde entonces, el silbido del viento entre las piedras serían los lamentos de las almas que ya no visitan.
También se dice que "quien destruya el dolmen de Essé morirá dentro de un año".
También existe la creencia de que la estructura es la tumba de un general romano. Un ingeniero geógrafo de XVIII indica:

Los lugareños quieren que sea un antiguo templo de hadas, por las que sus antepasados tenían gran reverencia; una opinión ridícula, pero poco sorprendente, si se presta atención al hecho de que son los campesinos más rudos los que piensan así. […] La gente sensata cree que este monumento es la tumba de un general romano.
Jean-Baptiste Ogée.

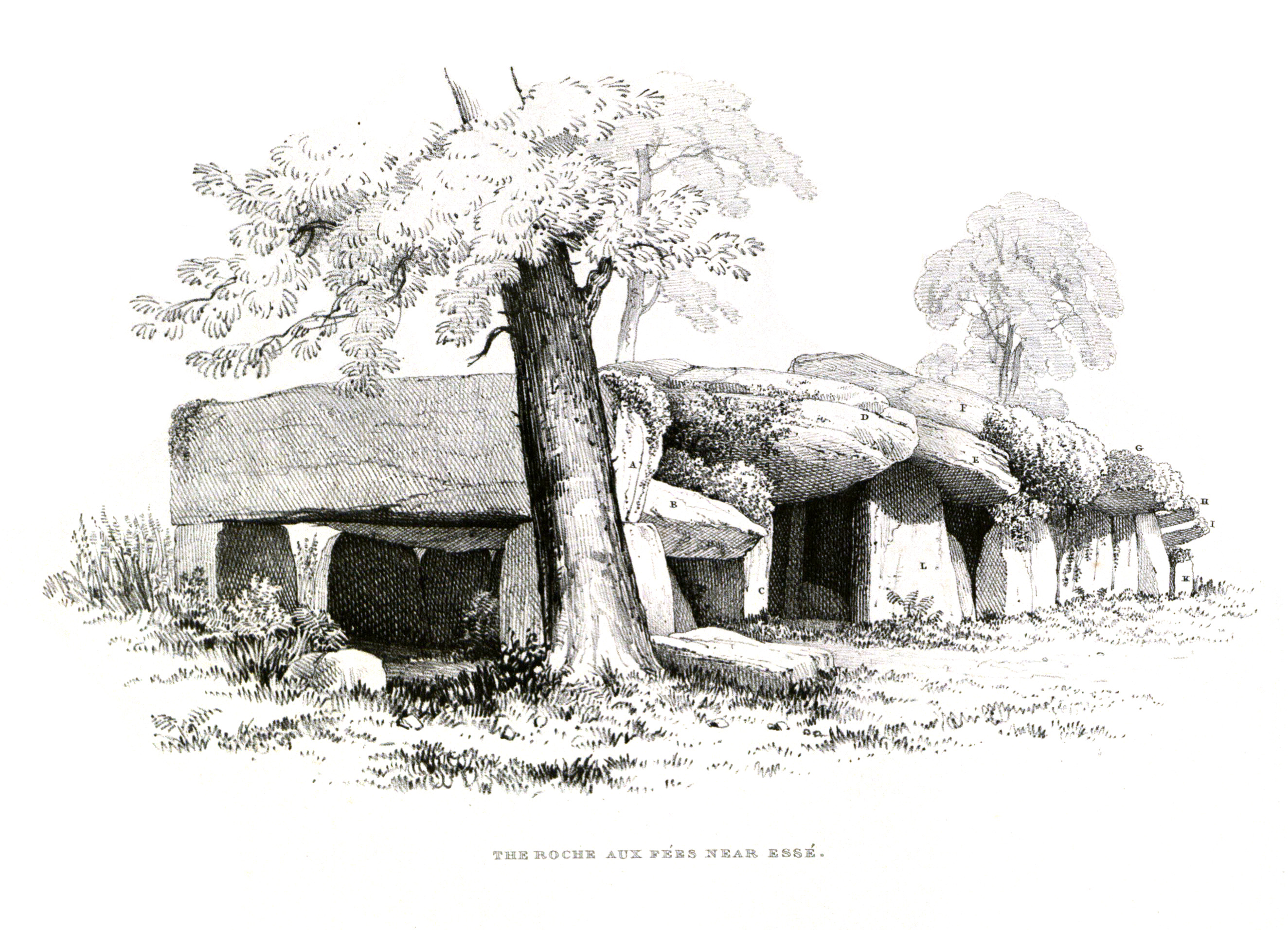
Dibujo de 1834.

A lo que Arthur de La Borderie responde casi un siglo después:

Te dejo a ti elegir aquí qué es más crudo, la leyenda poética de los campesinos o la pifia pedante de la gente sensata.
Arthur de La Borderie.